# Jenkins (Kentucky)
Jenkins é uma cidade localizada no estado americano de Kentucky, no Condado de Letcher.

## Demografia
Segundo o censo americano de 2000, a sua população era de 2401 habitantes.
Em 2006, foi estimada uma população de 2303, um decréscimo de 98 (-4.1%).

## Geografia
De acordo com o United States Census Bureau tem uma área de
22,2 km², dos quais 22,1 km² cobertos por terra e 0,1 km² cobertos por água.

## Localidades na vizinhança
O diagrama seguinte representa as localidades num raio de 20 km ao redor de Jenkins.